# Savoia-Pomilio SP.4
Il Savoia-Pomilio SP.4 fu un aereo da ricognizione armato bimotore biplano progettato dall'azienda aeronautica italiana Fabbrica Aeroplani Ing. O. Pomilio e prodotto dalla AER negli anni dieci del XX secolo.
Ultimo sviluppo avviato alla produzione in serie dell'originale Fiat SIA 5, il francese Farman MF.11 prodotto su licenza in Italia, venne utilizzato dai reparti del Corpo Aeronautico Militare del Regio Esercito durante le fasi finali della prima guerra mondiale.

## Tecnica
L'SP.4 fu il primo modello della serie ad adottare una propulsione bimotore in configurazione traente al contrario dei suoi predecessori, monomotori in configurazione spingente, mantenendo l'usuale, per l'epoca, impostazione con velatura biplana e carrello fisso, e la struttura a doppia trave di coda dei precedenti SP.1, SP.2 e SP.3.

### Impiego operativo
L'SP.4 venne introdotto all'inizio dell'autunno 1917 nei reparti da ricognizione aerea del Corpo Aeronautico Militare del Regio Esercito impiegate sul fronte italiano della prima guerra mondiale. Il modello era anche in grado di compiere missioni di bombardamento leggero.
La 61ª Squadriglia diventa operativa sugli S.P.4 nel settembre 1917 come la 62ª Squadriglia.
Nel dicembre 1917 la 22ª Squadriglia ne ha tre esemplari.
Dal 5 settembre 1918 un esemplare è a disposizione del Gruppo speciale Aviazione I con il quale avvenne il primo lancio di un paracadutista in azione della storia da 1600 piedi del Tenente degli Arditi Alessandro Tandura tra la notte dell'8 e 9 agosto 1918, pilotato dal Maggiore canadese William George Barker e dal Capitano inglese William Wedgwood Benn (entrambi piloti della Royal Air Force), deputato alla Camera dei Comuni.

## Utilizzatori
Italia
- Regio Esercito
  - Corpo Aeronautico Militare